# 구 강경공립상업학교 관사
구 강경공립상업학교 관사는 대한민국 충청남도 논산시 강경읍 강경상업고등학교에 있는 일제강점기의 건축물이다. 2007년 4월 30일 대한민국의 국가등록문화재 제322호로 지정되었다.

## 개요
1925년 5년제 갑종 상업학교로 승격된 강경공립상업학교의 교장관사로 1931년에 신축된 건물로 일본 목조 쇼인조(書院造) 형식을 근대적 재료인 벽돌을 이용하여 구성한 것으로 높은 박공지붕이 내려오면서 이어내림지붕 형태로 늘어진 것이 특징이다. 입구의 석재마감 포치 등 외형이 비교적 잘 보존되고 있으며 1920년대 및 30년대에 근대적 기술을 주택에서 어떻게 받아들이고 있는지를 알려주는 건물로서 당시 학교 관사의 성격을 파악할 수 있는 중요한 자료이다.

## 같이 보기
- 강경상업고등학교

## 참고 자료
- 구 강경공립상업학교 관사 - 국가유산청 국가유산포털